# Cathédrale de l'Assomption-et-Saint-Nicolas de Łowicz
La cathédrale de l'Assomption-et-Saint-Nicolas (en polonais : Bazylika katedralna Wniebowzięcia Najświętszej Maryi Panny i św. Mikołaja), située à Łowicz, abrite les sépultures de douze archevêques de Gniezno et primats de Pologne qui avaient fait de Łowicz leur lieu de résidence. La cathédrale est l'église principale du diocèse de Łowicz. Elle figure sur la liste des monuments historiques de Pologne depuis le 13 novembre 2012.

## Galerie

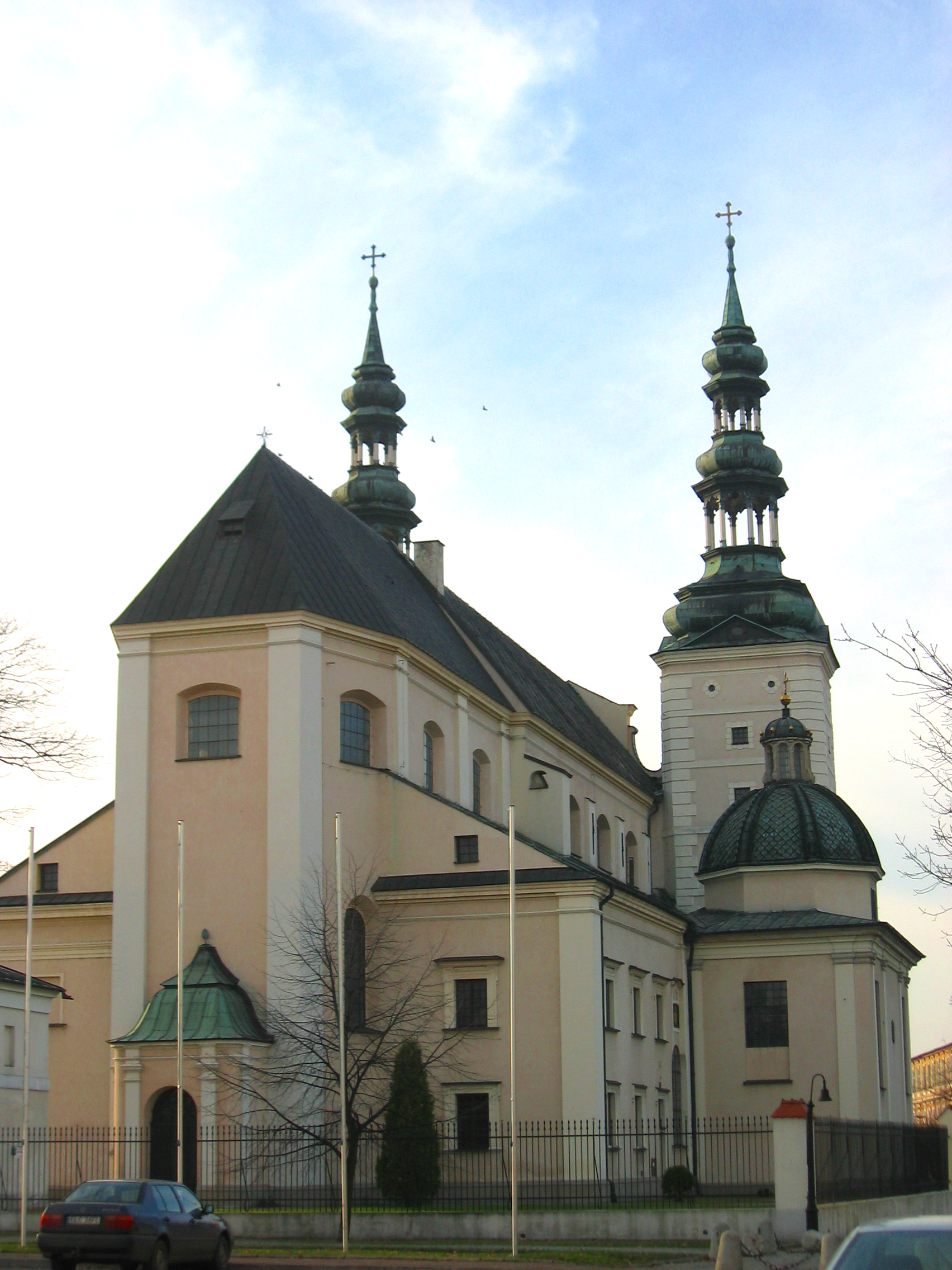
L'abside.
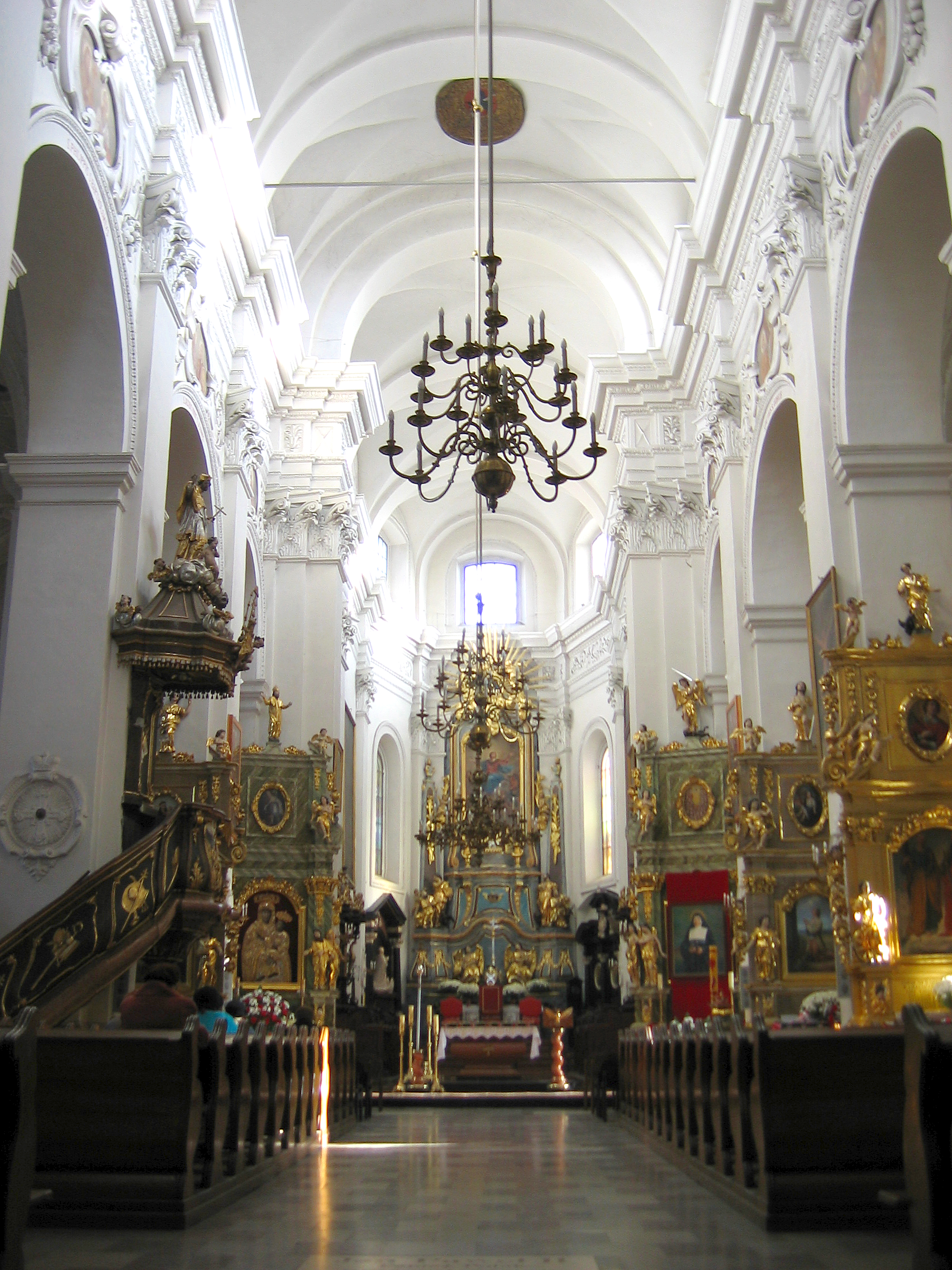
Nef centrale.
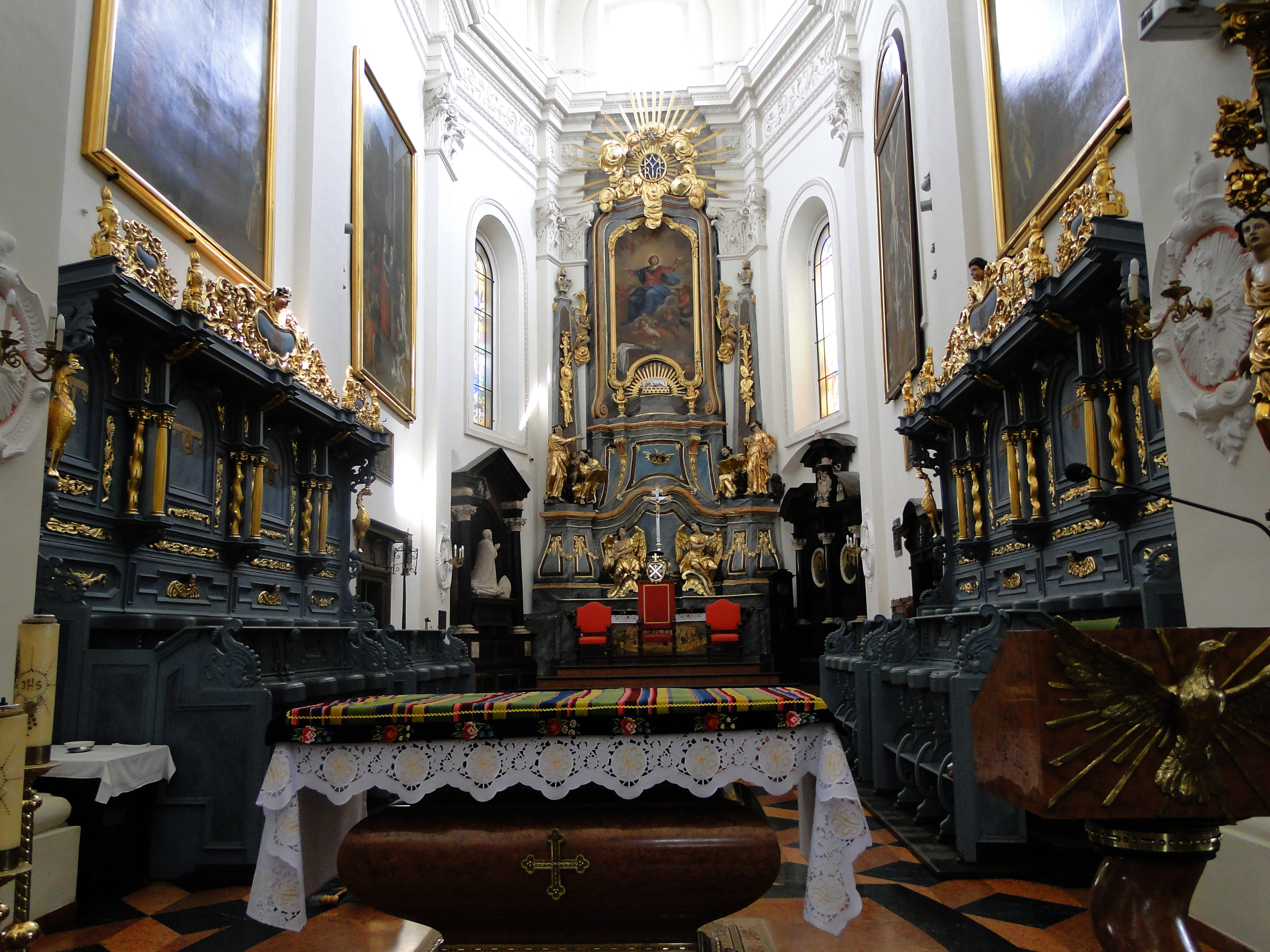
Maître-autel.

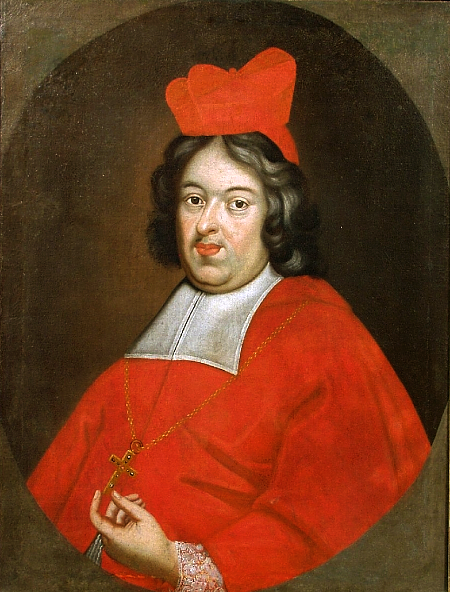
Tableau d'Augustyn Michał Stefan Radziejowski.
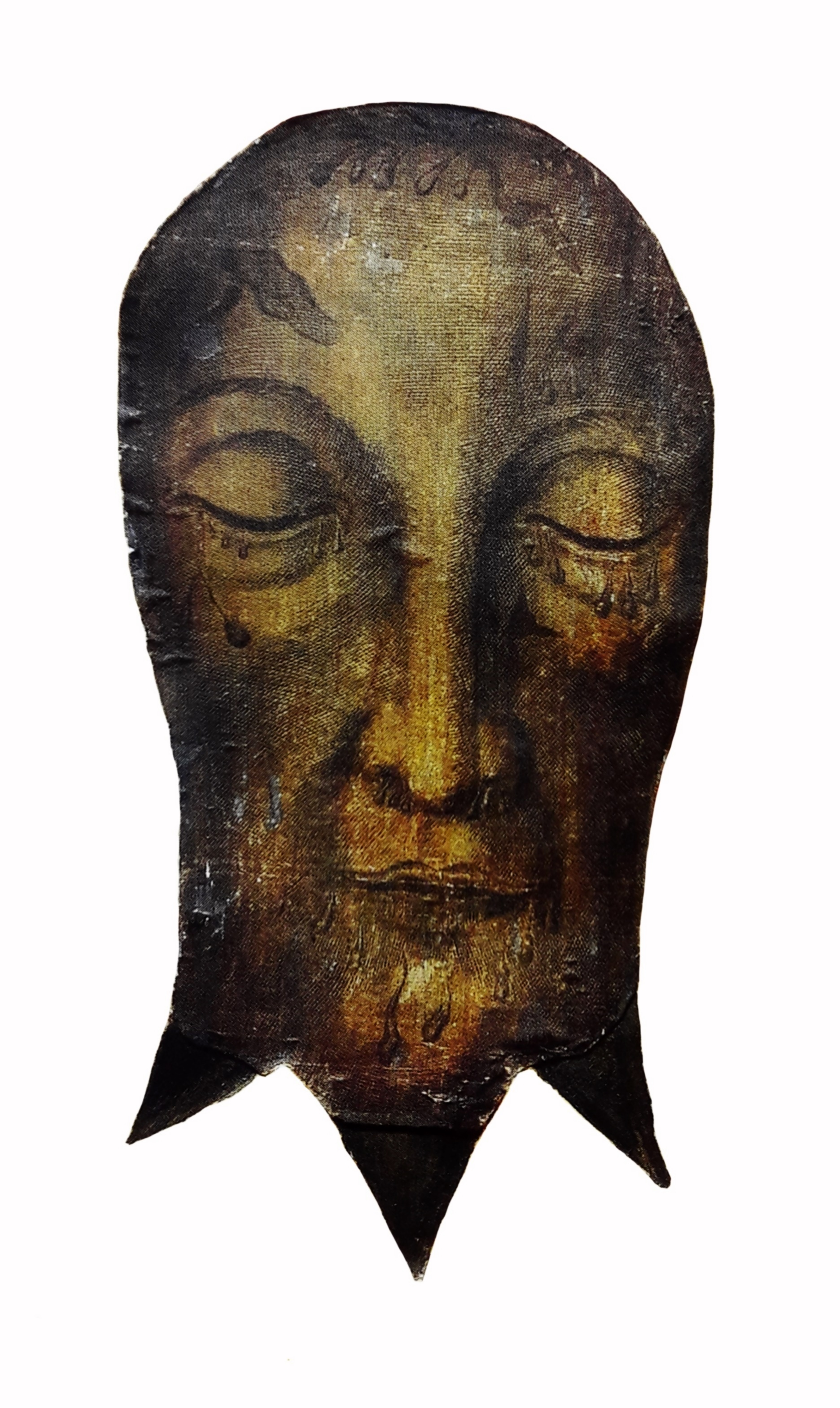
Icône de la Sainte Face du Christ de Constance d'Autriche.
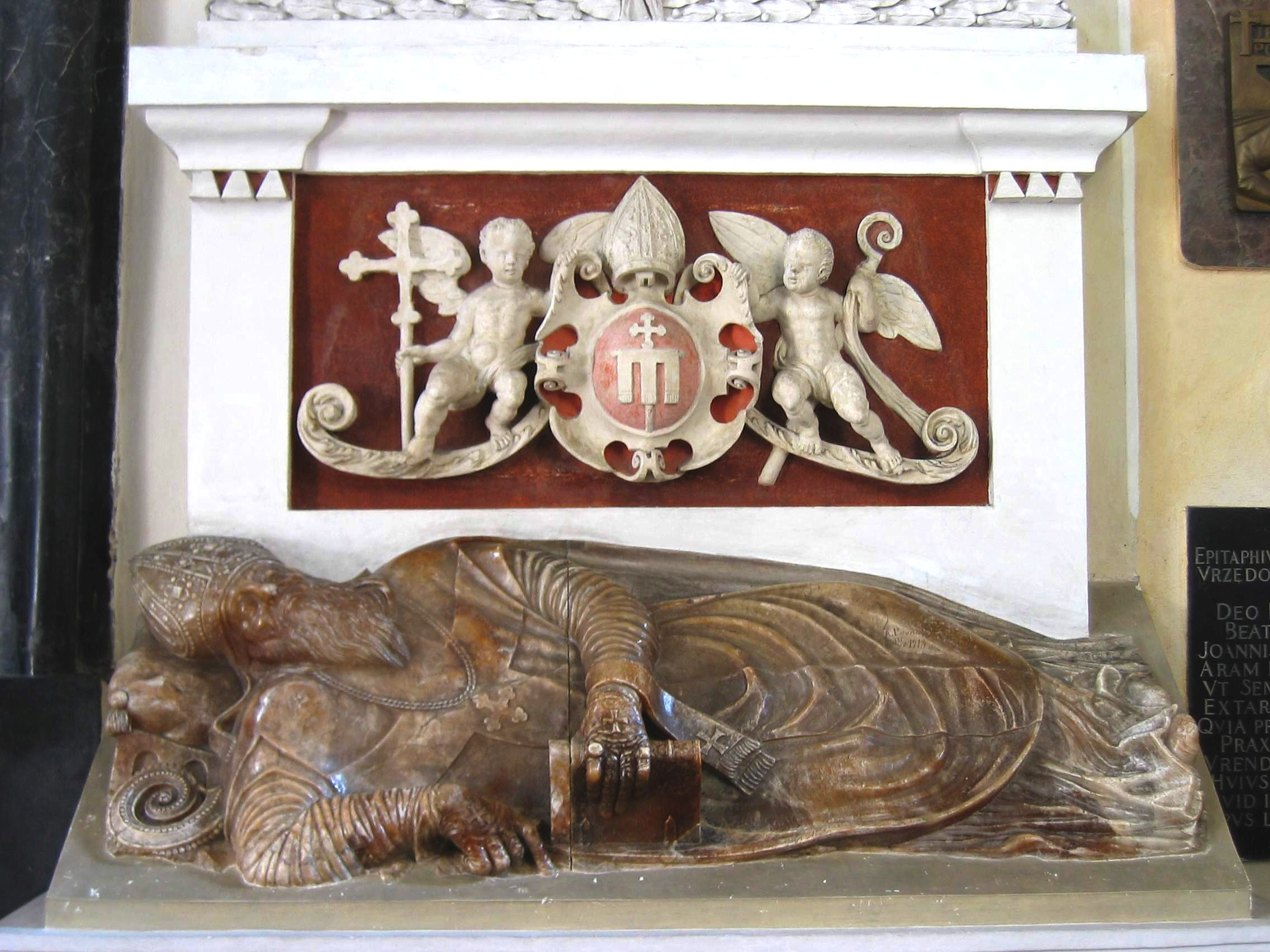
Gisant de Jan Michalowicz, primat de Pologne mort à Lowicz en 1580.

### Article lié
- Liste des cathédrales de Pologne